# Dannella
Dannella is een geslacht van haften (Ephemeroptera) uit de familie Ephemerellidae.

## Soorten
Het geslacht Dannella omvat de volgende soorten:
- Dannella lita
- Dannella provonshai
- Dannella simplex